# 大东书局
大东书局是20世纪上半叶总部设于中國上海的一个重要民营出版机构。
大东书局由吕子泉、王幼堂、沈骏声和王均卿合资创办于1916年，经理沈骏声，总店店长王幼堂。1924年改组为股份公司。发行所初设上海公共租界中区福州路昼锦里，1921年迁到福州路110号，1931年又迁到福州路310号（山东路转角）有正书局原址；印刷所则曾数度迁徙。1937年，淞沪会战爆发，大东书局内迁重庆。1946年后，杜月笙出任大东书局总经理。1949年，大东书局被军管，官股部分被没收；1956年，大东书局职工并入上海科学技术出版社、新华书店、大东印刷厂。1956年底，大东印刷一、二、三厂奉命内迁广西省南宁市，组建“广西民族印刷厂”。1957年3月10日，广西民族印刷厂开工。
大东书局出版的中小学教科书仅次于商务印书馆、中华书局和世界书局。此外也出版《四库全书总目》、《中国医学大成总目提要》等国学书籍和《世界名家短篇小说全集》等文艺书籍，并出版《紫罗兰》（周瘦鹃主编）、《游戏世界》（周瘦鹃、赵苕狂编）、《星期》（包天笑主编）等期刊。上海战役结束后，于1949年7月曾承印人民币，并一度承印中国人民邮政的邮票。
大东书局的标记是地球和云彩，与世界书局标记颇为类似。